# Juan Vicente Villacorta Díaz

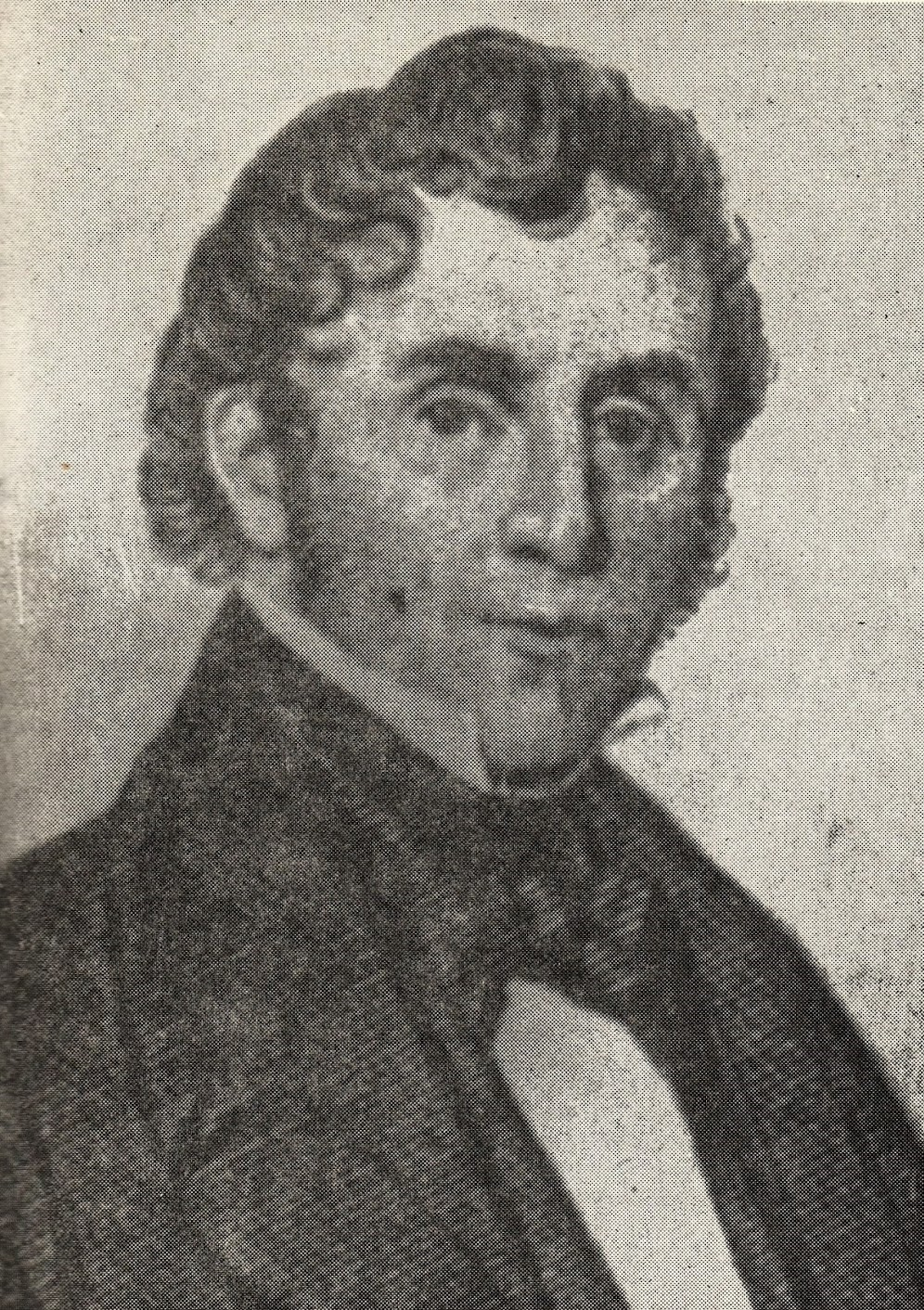
Juan Vicente Villacorta Díaz.

Juan Vicente Villacorta Díaz (* 22. Januar 1764 in Zacatecoluca; † 1. November 1828 in Guatemala) war Mitglied der ersten drei Regierungsjunten der Zentralamerikanischen Konföderation und 1831 Supremo Director von El Salvador.

## Leben
Juan Vicente Villacorta Díaz Juán Villacorta war Haciendero von San Antonio,  Zacatecoluca mit 1.088 Manzanas (= 760 Hektar) und der Hacienda San Lucas Usulutan mit 1.896 Manzanas (= 1.327 Hektar).
Am 15. September 1821 war er einer der Unterzeichner der Unabhängigkeitserklärung von Spanien. 1823 bildete er  mit Pedro José Antonio Molina Mazariegos und Antonio Rivera Cabezas ein Triumvirat, genannt die 1. Regierungsjunta der Zentralamerikanische Konföderation.
Er war Mitglied der verfassungsgebenden Versammlung der Zentralamerikanische Konföderation. Als Abgeordneter für San Vicente unterzeichnete er am 1. Juli 1823 eine Unabhängigkeitserklärung Zentralamerikas von Spanien, Mexiko und allen anderen Staaten. Ab 20. Oktober 1823 sandte er zur Unterstützung von Manuel José Arce y Fagoaga etwa 500 Soldaten nach Nicaragua um den Anschluss an das Mexiko unter Agustín de Itúrbide durchzusetzen.
Am 13. Dezember 1824 wurde Villacorta Díaz Supremo Director von El Salvador, sein Stellvertreter war Mariano Prado Baca.
Am 20. April 1825 führte er papel sellado für amtliche Dokumente ein, worauf Siegelsteuer kassiert wurde.
Im April 1825 stellte Villacorta Díaz fest, dass der Erzbischof von Guatemala, Fray Ramón Casaus y Torres, weiter Hirtenbriefe, Edikte und Rundschreiben in die Gemeinden des Bistums San Salvador von José Matías Delgado schickte und damit die Autorität von José Matías Delgado untergrub. Worauf Manuel José Arce y Fagoaga den Fray Ramón Casaus y Torres abmahnte, er solle seinen Postverteiler aktualisieren.
Im Oktober 1926 sandte er etwa 300 Soldaten nach Guatemala um Manuel José Arce y Fagoaga gegen die Partido Conservador zu unterstützen.